# Бродакс, Эл
Альберт Филип (Эл) Бродакс (14 февраля 1926 — 24 ноября 2016) — американский кино- и телепродюсер.

## Биография
Бродакс вырос в Вашингтон-Хайтс на Манхэттене, но подростком переехал в Нью-Йорк, где учился в средней школе Мидвуд в Бруклине. Продолжил образование в Висконсинском университете в Мэдисоне.
В возрасте восемнадцати лет поступил на службу в армию США, участник Второй мировой войны. Был ранен в бою и впоследствии награждён Пурпурным сердцем, Боевым медицинским значком и тремя Звёздами за службу. С 1950 по 1960 год Бродакс работал над разработкой программ для агентства Уильяма Морриса, где помог запустить Your Show of Shows, Pulitzer Prize Playhouse и Omnibus. Бродакс присоединился к King Features Syndicate в 1960 году в качестве главы недавно созданного отдела производства фильмов и телепрограмм.
После того, как в 1957 году истёк срок контракта Paramount на производство мультфильмов о Попае, King Features приобрела права на персонажа для телевидения. Бродакс руководил созданием более 200 новых короткометражек в 1960-62 годах с одновременным участием пяти различных анимационных студий. Высокие темпы производства в сочетании с ограниченной анимацией из-за низкого бюджета привели к тому, что многие фанаты Попая не приняли новые короткометражки. Кроме того, Бродакс был продюсером анимационного возрождения историй Krazy Kat от King Features, а также Cool McCool, Beetle Bailey, Snuffy Smith и Casper the Friendly Ghost (серии 1963-64 годов The New Casper Cartoon Show).
Увидев выступление The Beatles на «Шоу Эда Салливана», Бродакс обратился к руководству группы с идеей создания мультсериала с участием «Ливерпульской четверки». Премьера сериала, в итоге включившего в себя 39 серий, состоялась 25 сентября 1965 года на канале ABC. Позже Бродакс участвовал в производстве анимационного фильма The Beatles «Желтая подводная лодка» для United Artists в качестве продюсера и соавтора сценария. С 1969 по 1980 годы Бродакс работал внештатным продюсером, сценаристом и режиссёром. Занимался анимацией для проектов ABC Make a Wish (1971—1976) и Animals, Animals, Animals (1976—1981).

## Выход на пенсию и смерть
В 2004 году Бродакс выпустил мемуары Up Periscope Yellow: The Making of the Beatles' Yellow Submarine. Он проживал в Уэстоне, штат Коннектикут, где был главой Brodax Film Group, телевизионной и продюсерской компании. Умер 24 ноября 2016 года.